# Verenigde Staten op de Olympische Jeugdwinterspelen 2012
De Verenigde Staten was een van de landen die deelnam aan de Olympische Jeugdwinterspelen 2012 in Innsbruck, Oostenrijk.

## Medailleoverzicht
| Sport                                                                    | Olympiër                                                | Onderdeel     | Medaille |
| ------------------------------------------------------------------------ | ------------------------------------------------------- | ------------- | -------- |
| Rodelen                                                                  | Summer Britcher Tucker West Ty Andersen Pat Edmunds     | teamwedstrijd | Goud     |
| Snowboarden                                                              | Ben Ferguson                                            | half-pipe (m) | Goud     |
| Snowboarden                                                              | Ben Ferguson                                            | slopesyle (m) | Zilver   |
| Snowboarden                                                              | Arielle Gold                                            | half-pipe (v) | Zilver   |
| Snowboarden                                                              | Arielle Gold                                            | slopesyle (v) | Zilver   |
| Biatlon / Langlaufen                                                     | Patrick Caldwell Sean Doherty Anna Kubek Heather Mooney | gemengd team  | Brons    |
| Freestyleskiën                                                           | Aaron Blunck                                            | half-pipe (m) | Brons    |
| Rodelen                                                                  | Ty Andersen Pat Edmunds                                 | dubbel (m)    | Brons    |
| Als lid van een gemengd landenteam (telt niet mee voor landenklassement) |                                                         |               |          |
| Kunstrijden                                                              | Jordan Bauth                                            | gemengd team  | Goud     |
| Curling                                                                  | Korey Dropkin                                           | gemengd team  | Brons    |

## Deelnemers en resultaten
(m) = mannen, (v) = vrouwen 

### Alpineskiën
| Olympiër              | Onderdeel           | Resultaat | Prestatie                          |
| --------------------- | ------------------- | --------- | ---------------------------------- |
| Alex Leever           | super g (m)         | 16e       | 1.06,33 (+1,88)                    |
| Alex Leever           | supercombinatie (m) | 10e       | 1.43,34 (+2,89) (1.05,98, 37,36)   |
| Alex Leever           | reuzenslalom (m)    | 11e       | 1.55,98 (+4,28) (59,89, 56,09)     |
| Alex Leever           | slalom (m)          | -         | - (-) (40,44, DNF)                 |
|                       |                     |           |                                    |
| Julia Mueller-Ristine | super g (v)         | -         | DNF (-)                            |
| Julia Mueller-Ristine | supercombinatie (v) | 17e       | 1.48,10 (+7,28) (1.07,93, 40,17)   |
| Julia Mueller-Ristine | reuzenslalom (v)    | 24e       | 2.03,17 (+7,04) (1.01,86, 1.01,31) |
| Julia Mueller-Ristine | slalom (v)          | 12e       | 1.27,79 (+8,03) (46,48, 41,31)     |

### Biatlon
| Olympiër                                                  | Onderdeel                 | Resultaat | Prestatie                                                                                              |
| --------------------------------------------------------- | ------------------------- | --------- | --- |
| Sean Doherty                                              | 7,5 km sprint (m)         | 12e       | 20.47,5 (+1.25,8) pen.: 3 (2+1)                                                                        |
| Sean Doherty                                              | 10 km achtervolging (m)   | 14e       | +3.01,2 pen.: 8 (1+1+5+1)                                                                              |
| Nick Proell                                               | 7,5 km sprint (m)         | 32e       | 22.21,8 (+3.00,1) pen.: 2 (1+1)                                                                        |
| Nick Proell                                               | 10 km achtervolging (m)   | 40e       | +7.20,5 pen.: 8 (1+2+3+2)                                                                              |
|                                                           |                           |           | |
| Anna Kubek                                                | 6 km sprint (v)           | 13e       | 18.56,7 (+1.29,0) pen.: 1 (0+1)                                                                        |
| Anna Kubek                                                | 7,5 km achtervolging (v)  | 10e       | +4.27,2 pen.:3 (1+0+0+2)                                                                               |
| Aleksandra Zakrzewska                                     | 6 km sprint (v)           | 39e       | 21.21,8 (+3.54,1) pen.: 4 (1+3)                                                                        |
| Aleksandra Zakrzewska                                     | 7,5 km achtervolging (v)  | 41e       | +11.17,3 pen.:10 (0+1+5+4)                                                                             |
| Anna Kubek Aleksandra Zakrzewska Nick Proell Sean Doherty | gemengde estafette        | 14e       | 1:20.03,4 (+8.56,6) (4+10 0+6) 17.50,4 (0+2 0+1) 19.52,4 (0+2 0+1) 21.31,3 (1+3 0+2) 20.49,3 (3+3 0+2) |
| Anna Kubek Heather Mooney Sean Doherty Patrick Caldwell   | biatlon/langlaufestafette | Brons     | 1:05.23,0 (0+5) 20.27,1 (0+1 0+2) 11.09,3 21.29,6 (0+1 0+1) 12.17,0                                    |

### Bobsleeën
| Olympiër                   | Onderdeel       | Resultaat | Prestatie                       |
| -------------------------- | --------------- | --------- | ------------------------------- |
| Codie Bascue Jake Peterson | tweemansbob (m) | 7e        | 1.49,65 [54,98 (7) + 54,67 (6)] |

### Curling
| Olympiër                                                | Onderdeel      | Resultaat   | Prestatie |
| ------------------------------------------------------- | -------------- | ----------- | --- |
| Sarah Anderson Taylor Anderson Korey Dropkin Tom Howell | gemengd team   | 5e          | Voorronde: blauwe groep 10-1 Estland 10-2 Nieuw-Zeeland 07-4 Zuid-Korea 06-4 Zwitserland 11-1 Tsjechië 06-3 Noorwegen 08-1 China Kwartfinale 5-7 Italië                                                                                          |
|                                                         |                |             | |
| Korey Dropkin + RUS Marina Verenich                     | dubbeltoernooi | Brons       | 1/32F: 13-3 SUI Elena Stern + EST Sander Rouk 1/16F: 10-3 SWE Johanna Heldin + NZL Luke Steel KF: 9-3 CAN Corryn Brown + AUT Martin Reichel HF: 3-7 GER Nicole Muskatewitz + SUI Michael Brunner 3e/4e: 6-5 JPN Mako Tamakuma + KOR Yoo Minhyeon |
| Tom Howell + CHN Yang Ying                              | dubbeltoernooi | 1/16 finale | 1/32F: 10-2 SUI Lisa Gisler + AUT Mathias Genner 1/16F: 4-10 KOR Kim Eunbi + NOR Martin Sesaker |
| Sarah Anderson + KOR Go Keon                            | dubbeltoernooi | 1/32 finale | 1/32F: 6-8 GER Nicole Muskatewitz + SUI Michael Brunner |
| Taylor Anderson + GBR Duncan Menzies                    | dubbeltoernooi | kwartfinale | 1/32F: 8-7 NZL Eleanor Adviento + SUI Romano Meier 1/16F: 6-4 EST Kerli Zerik + SWE Rasmus Wrana KF: 4-7 JPN Mako Tamakuma + KOR Yoo Minhyeon |

### Freestyleskiën
| Olympiër           | Onderdeel     | Resultaat | Prestatie                          |
| ------------------ | ------------- | --------- | ---------------------------------- |
| Aaron Blunck       | half pipe (m) | Brons     | 87,50 (64,25, 87,50)               |
|                    |               |           |                                    |
| Jeanee Crane-Mauzy | half pipe (v) | 7e        | niet gekwalificeerd voor de finale |
| Lesley Wilson      | ski-cross (v) | 10e       | 1.02,64                            |

### IJshockey
| Olympiër | Onderdeel       | Resultaat | Prestatie |
| --- | --------------- | --------- | --- |
| Adam Baughman Nate Billitier Ryan Bliss Blake Clarke Jack Eichel Jared Fiegl Shane Gersich Jack Glover Marcel Godbout Logan Halladay Joshua Jacobs Kevin Kerr Ryan Macinnis Nicholas Magyar Edwin Minney Nick Schmaltz Jack Walker Joe Wegwerth | jongenstoernooi | 4e        | Voorronde 7-2 Oostenrijk 1-5 Canada 5-4 Finland 1-7 Rusland Halve finale 2-5 Rusland 3e/4e plaats 5-7 Canada |

### Kunstrijden
| Olympiër                                                                | Onderdeel           | Resultaat | Prestatie                                          |
| ----------------------------------------------------------------------- | ------------------- | --------- | -------------------------------------------------- |
| Jordan Bauth                                                            | solo (v)            | 7e        | 123.39 [kk: 42.33 (7), vk: 81.06 (7)]              |
|                                                                         |                     |           |                                                    |
| Caitlin Belt Michael Johnson                                            | paren               | 4e        | 109.61 [kk: 38.65 (4), vk: 70.96 (4)]              |
|                                                                         |                     |           |                                                    |
| Rachel Parsons Michael Parsons                                          | ijsdansen           | 4e        | 114.22 [kk: 44.69 (4), vk: 69.53 (4)]              |
|                                                                         |                     |           |                                                    |
| Team 4 Jordan Bauth JPN Shoma Uno BLR Eugenia Tkachenka / Yuri Gulitski | gemengd landen team | Goud      | 16 pnt. (234.92) 07 (77.84) 07 (112.72) 02 (44.36) |

### Langlaufen
| Olympiër                                                | Onderdeel                 | Resultaat | Prestatie                                                           |
| ------------------------------------------------------- | ------------------------- | --------- | ------------------------------------------------------------------- |
| Patrick Caldwell                                        | 10 km klassiek (m)        | 16e       | 31.30,1 (+2.01,3)                                                   |
| Patrick Caldwell                                        | sprint (m)                | 5e        | finale                                                              |
|                                                         |                           |           |                                                                     |
| Heather Mooney                                          | 5 km klassiek (v)         | 13e       | 16.18,8 (+2.00,8)                                                   |
| Heather Mooney                                          | sprint (v)                | 24e       | kwartfinale                                                         |
|                                                         |                           |           |                                                                     |
| Anna Kubek Heather Mooney Sean Doherty Patrick Caldwell | biatlon/langlaufestafette | Brons     | 1:05.23,0 (0+5) 20.27,1 (0+1 0+2) 11.09,3 21.29,6 (0+1 0+1) 12.17,0 |

### Noordse combinatie
| Olympiër       | Onderdeel     | Resultaat | Prestatie                                                         |
| -------------- | ------------- | --------- | ----------------------------------------------------------------- |
| Colton Kissell | Gundersen (m) | 13e       | schansspringen: 67,5 m - 105,3 p. (13e +2.09) langlaufen: +4.49,2 |

### Rodelen
| Olympiër                                                                    | Onderdeel    | Resultaat | Prestatie                               |
| --------------------------------------------------------------------------- | ------------ | --------- | --------------------------------------- |
| Tucker West                                                                 | enkel (m)    | 12e       | 1.20,335 (+0,732) (40,218; 40,203)      |
| Ty Andersen                                                                 | enkel (m)    | 15e       | 1.20,584 (+0,981) (40,374; 40,237)      |
| Ty Andersen / Pat Edmunds                                                   | dubbel (m)   | Brons     | 1.25,766 (+0,572) (42,817; 42,949)      |
|                                                                             |              |           |                                         |
| Team Verenigde Staten Summer Britcher Tucker West Ty Andersen / Pat Edmunds | gemengd team | Goud      | 2.18,310 (-) 2.44,658 2.46,686 2.46,966 |
|                                                                             |              |           |                                         |
| Summer Britcher                                                             | enkel (v)    | 05e       | 1.20,630 (+0,433) (40,321; 40,309)      |
| Raychel Germaine                                                            | enkel (v)    | 14e       | 1.22,180 (+1,983) (40,856; 41,324)      |

### Schaatsen
| Olympiër    | Onderdeel      | Resultaat | Prestatie         |
| ----------- | -------------- | --------- | ----------------- |
| Clare Jeong | 3000 m (v)     | 08e       | 4.54,04 (+ 16,71) |
| Clare Jeong | massastart (v) | 13e       | 6.11,73 (+ 10,67) |

### Schansspringen
| Olympiër                                                           | Onderdeel                                        | Resultaat | Prestatie                                                            |
| ------------------------------------------------------------------ | ------------------------------------------------ | --------- | -------------------------------------------------------------------- |
| William Rhoads                                                     | individueel (m)                                  | 19e       | 181,4 ptn. (59,0 m en 63,0 m)                                        |
|                                                                    |                                                  |           |                                                                      |
| Emilee Anderson                                                    | individueel (v)                                  | 9e        | 186,1 ptn. (59,5 m en 65,5 m)                                        |
|                                                                    |                                                  |           |                                                                      |
| Team Verenigde Staten Emilee Anderson Colton Kissel William Rhoads | gemengd team noordse combinatie / schansspringen | 11e       | 205,7 + 230,5 = 436,2 pnt. 044,1 + 044,1 078,6 + 090,2 083,0 + 096,2 |

### Shorttrack
| Olympiër                                                                          | Onderdeel                | Resultaat | Prestatie                                            |
| --------------------------------------------------------------------------------- | ------------------------ | --------- | ---------------------------------------------------- |
| Thomas Insuk Hong                                                                 | 500 m (m)                | 04e       | F (A): 42,782 HF (A/B2): 43,187 KF (3): 44,485       |
| Thomas Insuk Hong                                                                 | 1000 m (m)               | 08e       | HF (A/B1): niet gefinisht KF (1): 1.30,615           |
|                                                                                   |                          |           |                                                      |
| Sarah Warren                                                                      | 500 m (v)                | 04e       | F (B): 48,273 HF (A/B2): 47,033 KF (3): 48,241       |
| Sarah Warren                                                                      | 1000 m (v)               | 11e       | F (C): 1.50,026 HF (C/D2): 1.45,006 KF (4): 1.40,397 |
|                                                                                   |                          |           |                                                      |
| Team D Thomas Insuk Hong GER Elisabeth Witt JPN Sumire Kikuchi TPE Yin-Cheng Yang | gemengde landenestafette | 04e       | F (B): 4.24,360 HF (1): 4.23,141                     |
| Team E Sarah Warren JPN Kei Sato TPE Yu-Tzu Lin NED Josse Antonissen              | gemengde landenestafette | 06e       | F (B) 4.30,383 HF (2): 4.36,208                      |

### Skeleton
| Olympiër            | Onderdeel | Resultaat | Prestatie                       |
| ------------------- | --------- | --------- | ------------------------------- |
| Anthony Herringshaw | jongens   | 7e        | 1.58.16 [59,00 (6) + 59,16 (7)] |
|                     |           |           |                                 |
| Timi Earl           | meisjes   | 9e        | 1.01,04                         |
| Lizzie Maxwell      | meisjes   | 7e        | 1.59,50                         |

### Snowboarden
| Olympiër     | Onderdeel      | Resultaat | Prestatie                                            |
| ------------ | -------------- | --------- | ---------------------------------------------------- |
| Ben Ferguson | halfpipe (m)   | Goud      | Finale: 1e (93.25) Serie: 2e (88.00) QF              |
| Ben Ferguson | slopestyle (m) | Zilver    | Finale: 2e (90.25) Serie: 1e (90.25) Q               |
| Max Raymer   | halfpipe (m)   | 20e       | Serie: 10e (48.50)                                   |
| Max Raymer   | slopestyle (m) | 5e        | Finale: 5e (85.00) Serie: 2e (80.75) Q               |
| Arielle Gold | slopestyle (v) | Zilver    | Finale: 2e (71.75) Kwalificatie: 4e (77.50) Q        |
| Arielle Gold | halfpipe (v)   | Zilver    | Finale: 2e (90.00) Kwalificatie: 1e (88.50) QF       |
| Indigo Monk  | slopestyle (v) | 5e        | Finale: 5e (55.00) Kwalificatie: 5e (77.25) Q        |
| Indigo Monk  | halfpipe (v)   | 8e        | Halve finale: 5e (59.25) Kwalificatie: 8e (46.75) QS |